# Photonectes phyllopogon
Photonectes phyllopogon es una especie de pez de la familia Stomiidae en el orden de los Stomiiformes.

## Morfología
Los machos pueden llegar alcanzar los 10 cm de longitud total.

## Hábitat
Es un pez de mar y de aguas  tropicales que vive entre 100-700 m de profundidad

## Distribución geográfica
Se encuentra en el  Atlántico oriental (3 ° S 19 ° W), el Atlántico occidental (Pequeñas Antillas) el Índico y el Pacífico.